# Vachtang Lolua
Vachtang Lolua (georgiska: ვახტანგ ლოლუა), född 2007, är en georgisk brottare som tävlar i grekisk-romersk stil.

## Karriär
Vid EM 2025 i Bratislava tog Lolua brons i 55 kg-klassen efter att ha besegrat armeniske Manvel Chatjatrjan i bronsmatchen.